# Jakub Fajtlowicz
Jakub Fajtlowicz, także Ya’akov Noah Faitlowitsch, Jacques Faïtlovitch (hebr. פיטלוביץ יעקב נח, ur. 15 lutego 1881 w Łodzi, zm. 15 października 1955 w Tel Awiwie) – polsko-izraelski antropolog, orientalista, badacz który poświęcił się badaniu kultury Felaszy, a także zaangażował się w integrację ze światową społecznością żydowską.

## Życiorys
Studiował języki orientalne, opanowując m.in. biegle języki etiopskie, takie jak: gyyz, amharskim i tigrinia, jako uczeń Josepha Halévy'ego, w École pratique des hautes études w Paryżu. W 1907 obronił pracę doktorską pt. Proverbes abyssins traduits, expliqués et annotés (pol. Przysłowia abisyńskie, przetłumaczone, wyjaśnione i opatrzone komentarzami) na Uniwersytecie w Lozannie. W okresie nauki w Paryżu, zainteresował się etiopskimi Żydami – Felaszami. W wyniku tego zainteresowania, a także dzięki wsparciu finansowemu barona i filantropa Edmonda Jamesa de Rothschilda i pod patronatem rabina Zadoca Kahna, odbył pierwszą misję edukacyjno-badawczą w 1904 roku. Druga zaś, w 1908 została zorganizowana dzięki wsparciu włoskiego komitetu „Pro-Falasha” i Hilfsverein. Odbył łącznie 11 misji do Etiopii w latach: 1904–1905, 1908–1909, 1913, 1920–1921, 1923–1924, 1926, 1928–1929, 1934, 1942–1943, 1943–1944 i 1946, podczas których studiował wierzenia i zwyczaje Felaszy.
Bezskutecznie szukał wsparcia w Alliance israélite universelle w celu ochrony Felaszy przed chrystianizacją. Utworzył komitety „pro-Falasha” we Włoszech i Niemczech, aby zebrać fundusze na edukację żydowską dla Felaszy w Abisynii i za granicą. Podczas swojej trzeciej misji w 1913 założył szkołę dla Felaszy w Dembesze. W latach 1915–1919 wykładał na Uniwersytecie Genewskim. Po I wojnie światowej przeniósł centrum diałalności „pro-Falasha” do Stanów Zjednoczonych i dzięki zaangażowaniu nowojorskiego American „Pro-Falasha” Committee w maju 1923 roku w Addis Abebie otwarto szkołę z internatem dla dzieci Felaszy.
W 1927 zamieszkał na stałe w Tel Awiwie, przy ul. Vitkina 10. Podbój Etiopii przez Włochy w latach 1935–1936 utrudnił angażowanie się w działania na rzecz Żydów w tym kraju, a II wojna światowa całkowicie je powstrzymała. Po II wojnie światowej i utworzeniu państwa Izrael, przekonał Agencję Żydowską do podjęcia zaangażowania w pracę edukacyjną wśród Felaszy.
Ponadto zaangażował 25 młodych mężczyzn, wywodzących się z etiopskich Żydów, do odbycia studiów w Europie, Egipcie i Palestynie. Był także zaangażowany w tworzenie komitetów nawracania na judaizm ludzi z Azji i Afryki. Fajtlowicz został pochowany na cmentarzu Nachalat Jicchak w Tel Awiwie (blok 2, obszar 26, rząd 18, kwatera 3).
Fajtlowicz pozostawił po sobie bibliotekę, którą przekazał władzom Tel Awiwu, a która znajduje się w zbiorach Uniwersytetu Telawiwskiego. W 1955 przyczynił się do organizacji pierwszej aliji etiopskich Żydów. Pierwsza ich grupa przybyła do miejscowości Kfar Batya w Izraelu. Wydarzenie to stanowi mit założycielski historii migracji Żydów z Etiopii do Izraela. Do 2002 r. w Izraelu przebywało około 85 000 Felaszy, w tym około 23 000 urodzonych na terenie tego kraju.

## Poglądy
Jego zdaniem Felaszowie etnologicznie mieli być potomkami Żydów z Izraela i stanowić integralną część narodu żydowskiego. Uważał, że należy nie tylko studiować ich kulturę i zwyczaje, ale także ocalić. Był zdania, iż potrzebują pomocy w przeciwstawieniu się chrześcijańskiej działalności misyjnej, która zagrażała zachowaniu ich żydowskiej tożsamości. Wierzył, że należy wyprowadzić ich z izolacji i przywrócić ich kontakt ze światowym judaizmem. Postrzegał ich za utraconą gałąź judaizmu. Apelował także o ich równe traktowanie z pozostałymi Żydami. Jednocześnie będąc pobożnym Żydem, uważał, że należy ich nawrócić na tradycyjny judaizm. Fajtlowicz postrzegał także etiopskich Żydów jako bardzo religijnych i bardziej rygorystycznych w kwestii rytuałów niż Żydów europejskich.

## Publikacje
Napisał wiele artykułów i broszur oraz serię traktatów w języku amharskim przeznaczonych do dystrybucji wśród Felaszy. Był również autorem wielu książek poświęconych historii i kulturze tego ludu. Do jego publikacji należą m.in.:
- Notes d’un voyage chez les Falachas (1905),
- Quer durch Abessinien (1910; Massa el ha-Falashim, 1959),
- Mota Mus (hebr., fr., 1906),
- Proverbes Abyssins (1907),
- „Nouveaux Proverbes Abyssins”, w Rivista degli Studi Orientali, 2 (1909),
- Les Falachas d’après les Explorateurs (1907),
- Versi Abissini (wł., 1910),
- Falascha-Briefe (1913),
- „Falashas”, w American Jewish Year Book, 22 (ang., 1920)[6].

## Odniesienia w kulturze
W 2012 został zrealizowany film dokumentalny Jacques Faitlovitch and the Lost Tribes (pol. Jacques Faitlovitch i zaginione plemiona, reż. Maurice Dorès, Sarah Dorès) pokazywany m.in. na Sheba Film Festival 2012. Film przybliża postać Fajtlowicza i jego podróże do Etiopii.